# みずほコーポレート銀行
株式会社みずほコーポレート銀行（みずほコーポレートぎんこう、英: Mizuho Corporate Bank, Ltd.）は、かつて存在した都市銀行。みずほフィナンシャルグループ傘下で、また古河グループの幹事会社として、大企業、多国籍企業や金融機関を担当する「グローバルコーポレートグループ」の中核を担っていた。

## 概要
2002年、当時のみずほホールディングス傘下でみずほフィナンシャルグループを形成していた第一勧業銀行・富士銀行・日本興業銀行の分割・合併により誕生した。
下記手順により富士銀行の法人格を継承している。
- コンシューマー（リテール）事業をみずほ統合準備銀行に分割した日本興業銀行を富士銀行が吸収合併
- 第一勧業銀行のコーポレート事業を分割して富士銀行が吸収分割により継承
- 富士銀行のコンシューマー（リテール）事業を第一勧業銀行に吸収分割により継承
- 株主会社富士銀行の商号を株式会社みずほコーポレート銀行に変更

事業のベースはその規模やノウハウなどから旧興銀にある。本店も興銀の本店（みずほコーポレート銀行ビル）をそのまま使用しており、勘定系システムも興銀のITISをベースとしたシステムを継続して使用しており、第一勧銀のシステムを使用していた当時のみずほ銀行のシステムとは異なっていた（ただし、当初の予定では、本店所在地を第一勧銀の本店ビルを予定していた）。法人格で興銀ではなく富士銀行を承継したのは、興銀が長期信用銀行法にもとづく長期信用銀行、富士銀行が銀行法にもとづく銀行（いわゆる普通銀行）であったために、みずほコーポレート銀行が普通銀行であるための合理的選択肢である（したがって、興銀を存続会社にしていた場合とは異なり「普通銀行への転換」は要さなかった）。そのような経緯から、金融機関コードは、富士銀行が使用していた0003に代えて、新たに0016を付与するという例外的な対応となった。
ブランドスローガンは「Your Global Financial Partner」。
2013年7月1日に、第一勧銀を前身とする当時のみずほ銀行を、富士銀行・日本興業銀行を前身とするみずほコーポレート銀行が吸収合併し、それと同時に行名を株式会社みずほ銀行に変更した。このため、現在のみずほ銀行の直接の前身は、この「みずほコーポレート銀行」・日本興業銀行・富士銀行となっている。

## 業務
みずほフィナンシャルグループ内で、大企業、多国籍企業や金融機関を担当する銀行と位置づけられていた。傘下のみずほ証券と共に、主に大企業向けの融資、決済業務（コーポレートファイナンス）および投資銀行業務を提供しており、みずほ銀行が担当する中小企業向け業務や個人向け業務、地方自治体向け業務はほとんど行っていなかった（ただし、できなかったわけではないので取引を希望する営業部窓口で応相談となっていた）。しかし、みずほコーポレート銀行の支店（営業部）が存在しない地域で活動する大企業のなかには、みずほ銀行と重複して取引している企業（特に証券会社の場合は、顧客からの振り込み指定口座としての取引など）も多く、両行の拠点や業務範囲の重複が見られる。みずほコーポレート銀行がある地域でも、興銀色が強いのを嫌ってみずほ銀行のみと取引している大企業もあった。また、拠点数では、みずほ銀行と比較して30倍以上の差があったが、みずほFG全体の経常利益の半分以上を稼いだ。シンジケートローン、M&A、金融アドバイザリー、株式・債券ブックランナーなどの分野では、傘下のみずほ証券との協業も含め3大メガバンクグループ中の首位を維持し続けていた。
普通銀行ではあるが、旧興銀を引き継いで金融債（機関投資家を対象とする募集債）を発行していた。しかし、2006年3月の募集債をもって発行停止した。長期プライムレートの設定に際しての指標となっている（5年物利付金融債の表面利率に0.9%上乗せした金利に設定される）。

## 沿革
- 2000年9月29日 - 富士銀、第一勧銀および興銀が株式移転により株式会社みずほホールディングスを設立し、3行はその完全子会社となる。
- 2001年9月11日 - アメリカ同時多発テロ事件の発生により、富士銀行ニューヨーク支店の行員のみならず、第一勧業銀行や日本興業銀行の行員も犠牲となった。
- 2002年4月1日 - 富士銀を存続銀行として興銀と合併し、併せて第一勧銀よりコーポレートバンキング業務を承継して、株式会社みずほコーポレート銀行と商号変更。
- 2003年3月12日 - みずほホールディングスが、株式交換により株式会社みずほフィナンシャルグループ傘下に入り、みずほホールディングスは同社の中間持株会社となる。あわせて、株式交換により、みずほ証券がみずほコーポレート銀行の直接子会社となる。
- 2004年9月 - 農林中央金庫がみずほ証券に資本参加。
- 2005年10月1日 - みずほホールディングスが、保有する株式をみずほフィナンシャルグループに譲渡として、みずほフィナンシャルストラテジーに商号変更。そのため、みずほコーポレート銀行は、みずほフィナンシャルグループの直接子会社となる。
- 2007年
  - 7月23日 - 仙台営業部が仙台ファーストタワー高層棟6階に移転。
  - 9月 - その月末までに、みちのく銀行のロシア法人が持つ、リテール以外の資産を譲受[2]。
- 2011年9月1日 - みずほ証券との間で、みずほFG株式を交付する形の株式交換（三角株式交換方式）により、同証券を完全子会社化。
- 2013年
  - 2月12日 - 日本橋営業部を、八重洲一丁目の日本橋TGビルより、同二丁目のみずほ証券八重洲本店が所在する常和八重洲ビルへ移転。
  - 7月1日 - （旧）株式会社みずほ銀行を吸収合併[3]。これに伴い、商号を（新）株式会社みずほ銀行に改称。

## 国内店舗
日本国内の拠点は本店以外はすべて「○○営業部」という名称となっていた。実店舗で「○○支店」というのは国内には存在しなかった（入金照合サービスで使用するもののみ）。なお、2013年7月に、みずほ銀行を吸収合併したが、一部の拠点を除き、店舗名は、「○○法人支店」に改称された。
みずほコーポレート銀行としての営業開始時には、旧3行の本店にそれぞれ設置されたが（旧第一勧業銀行本店に内幸町営業部、旧富士銀行本店に大手町営業部）、本店内への集約後一定期間を経て、業種・業態ごとに再編成されている。現みずほ銀行に移行後、都内の旧コーポ店舗は、全て本店内にブランチインブランチとされた。

## 海外展開
海外の支店・営業部、現地法人はすべてみずほコーポレート銀行の傘下という扱いであり、グループの海外業務を一手に引き受けていた。ただし、中小企業向け取引などではみずほ銀行、カストディ業務ではみずほ信託銀行が一部の海外業務を直接行う場合もあり、必ずしもグループ内の外国業務を独占していたわけではない。
2006年11月8日、親会社であるみずほフィナンシャルグループがニューヨーク証券取引所に上場した。1989年の三菱銀行上場に続くものであり、バブル崩壊後初めて日本の銀行が海外市場に進出した。同年12月18日、米国銀行持株会社法に基づく「金融持株会社」（Financial Holding Company）認可をFRBより、農林中央金庫とともに日本の金融機関で初取得した。銀行業務と証券業務の兼営を緩和するこの資格により、投資銀行ビジネスの包括的展開が可能となった。この2006年だけでもニューデリー、無錫（現地法人）、ブリュッセル、ホーチミンに支店を展開し、みちのく銀行からロシア現地法人を譲り受けるなど、海外業務を急速に拡大している。日本経済新聞にGLOBAL宣言という特集広告を掲載している。
投資銀行業務をグローバルに展開するに当たって、銀行だけでは制約があるためみずほ証券、旧興銀系の新光証券を合併して新・みずほ証券への筋道をつくった。およそ8,000名の行員のうち、40%強の4,000名近くが海外勤務である。30ヶ国、51都市で業務を営む。なお2007年6月1日より、中国大陸の拠点はみずほコーポレート銀行（現地名：瑞穂実業銀行）（中国）有限公司に全面的に移管された。
シンガポール支店は設立40年を超え、東南アジアの中核拠点と位置付け、現在の600人から数年以内に5割増の900人に増やす計画を発表している。
アメリカ同時多発テロ事件発生までは貿易センタービルサウスタワー80階にニューヨーク支店があったが、ニューヨーク市アメリカAVE1251番地に移転した。

## 広告

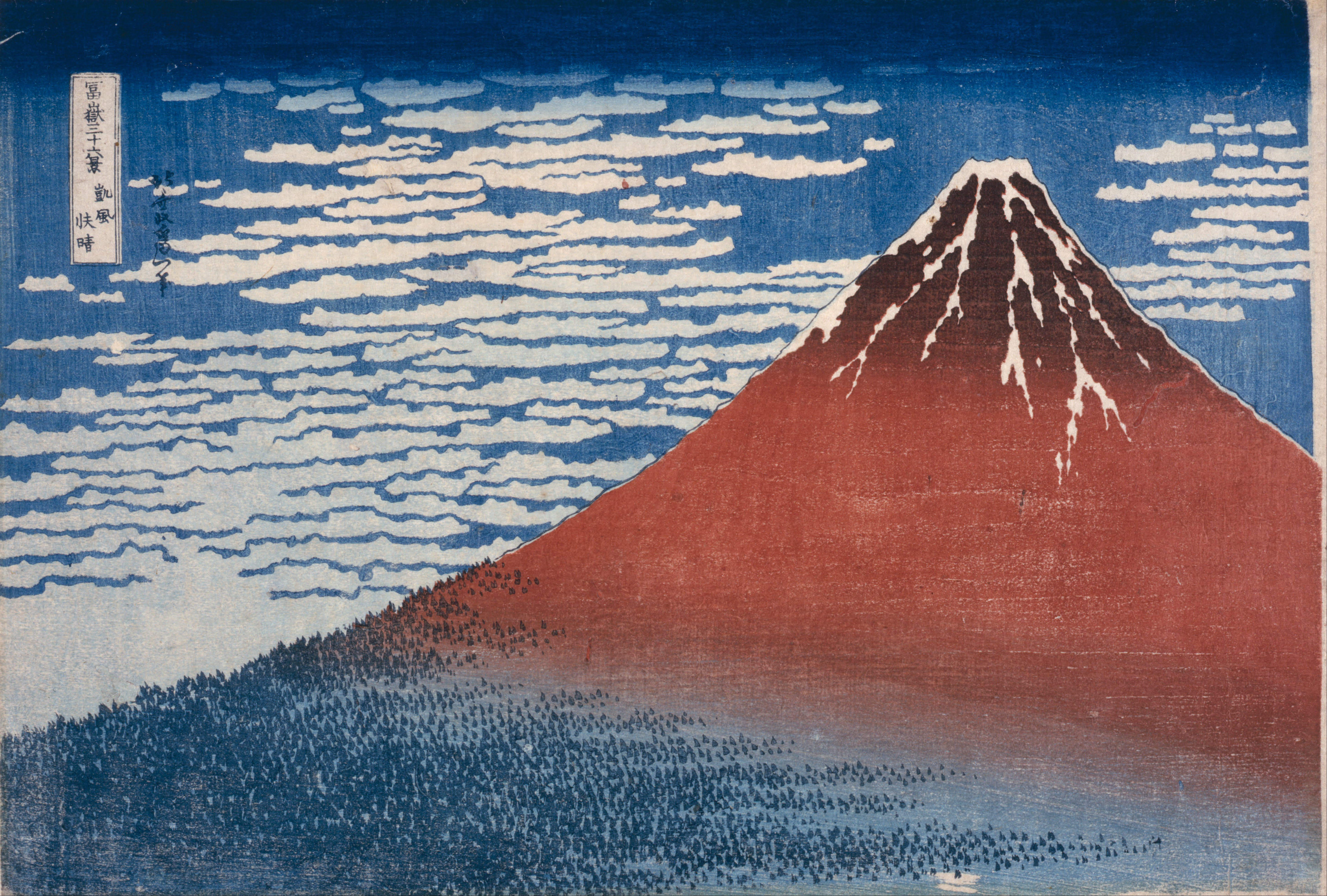
『冨嶽三十六景 凱風快晴』
一時期のホームページに掲載していた

前述の通り、日本経済新聞に「投資銀行宣言」や「GLOBAL宣言」などの広告を掲載しているほか、2007年4月からテレビCMが放映されていた。
TVCM
- GLOBAL宣言 上海篇（2007年4月 - 6月）
- GLOBAL宣言 NY篇（2007年7月 - 9月）
- GLOBAL宣言 インド篇（2007年10月 - 12月）
- GLOBAL宣言 ドバイ篇（2008年1月 - 3月）

提供番組
- ワールドビジネスサテライト - テレビ東京系列